# 中华人民共和国国家研究中心列表
中华人民共和国国家研究中心是中华人民共和国境内的一部分特殊的国家重点实验室，在试点国家实验室和已形成优势学科群基础上组建的一类学科交叉型科技创新基地。
2006年12月5日，科技部召开国家实验室建设工作通气会，决定扩大国家实验室试点。10个实验室提交了立项申请并向科技部上报了建设方案。但科技部并未批准立项筹建、亦未发给实验室代码。2006年及以后冠名“国家实验室”的机构仅作为试点实验室运行，名称后缀一个“筹”字。
除沈阳材料科学国家研究中心曾是筹备成功的试点国家实验室外，现有的国家研究中心均曾为尝试筹备国家实验室的试点国家实验室。除青岛海洋科学与技术国家实验室外，这些试点国家实验室最终在2017年11月改編，并被纳入国家重点实验室序列。

## 国家研究中心列表
| 序号 | 中心名称                       | 中心主任      | 组建单位                      | 主管部门          | 获批筹建 国家实验室时间                           | 国家研究中心 获批时间 |
| ---- | ------------------------------ | ------------- | ----------------------------- | ----------------- | ------------------------------------------------- | --------------------- |
| 1    | 北京分子科学国家研究中心       | 席振峰 张德清 | 北京大学 中国科学院化学研究所 | 教育部 中国科学院 | 2003年11月25日 北京分子科学国家实验室（筹）       | 2017年11月21日        |
| 2    | 武汉光电国家研究中心           | 骆清铭        | 华中科技大学                  | 教育部            | 2003年11月25日 武汉光电国家实验室（筹）           | 2017年11月21日        |
| 3    | 北京凝聚态物理国家研究中心     | 方忠          | 中国科学院物理研究所          | 中国科学院        | 2003年11月25日 北京凝聚态物理国家实验室（筹）     | 2017年11月21日        |
| 4    | 北京信息科学与技术国家研究中心 | 陆建华        | 清华大学                      | 教育部            | 2003年11月25日 清华信息科学与技术国家实验室（筹） | 2017年11月21日        |
| 5    | 沈阳材料科学国家研究中心       | 卢柯          | 中国科学院金属研究所          | 中国科学院        | 2000年10月27日 沈阳材料科学国家（联合）实验室     | 2017年11月21日        |
| 6    | 合肥微尺度物质科学国家研究中心 | 罗毅          | 中国科学技术大学              | 中国科学院        | 2003年11月25日 合肥微尺度物质科学国家实验室（筹） | 2017年11月21日        |